# Trofeo Costa Blanca
El Trofeo Costa Blanca fue un torneo de verano de fútbol que se disputó en la ciudad de Alicante, una de las más importantes de la Comunidad Valenciana, en España.
Este torneo, era organizado por el Hércules CF. Se realizó de 1971 al 1983, a excepción de los años 1975 y 1981. Desde 1984, también se disputa en la ciudad de Alicante el Trofeo Ciudad de Alicante hasta la actualidad, aunque a diferencia del Trofeo Costa Blanca (organizado por el Hércules CF), lo gestiona y organiza el Ayuntamiento de Alicante.

## Palmarés
| Año y edición | Campeón           | Resultado    | Subcampeón                            |
| ------------- | ----------------- | ------------ | ------------------------------------- |
| 1971 I        | Hércules CF       | triangular   | Rayo Vallecano Unión Española         |
| 1972 II       | Real Madrid CF    | 4–0          | Hércules CF                           |
| 1973 III      | Real Murcia       | 4–0          | Hércules CF                           |
| 1974 IV       | Hércules CF       | 1–0          | Athletic Club                         |
| 1975          | No disputado      | No disputado | No disputado                          |
| 1976 V        | Hércules CF       | 2–1          | Royal Union Saint_Gilloise            |
| 1977 VI       | Hércules CF       | 5–1          | West Bromwich Albion FC               |
| 1978 VII      | Hércules CF       | 2-1          | Levante UD                            |
| 1979 VIII     | Hércules CF       | triangular   | CF Monterrey Békéscsaba 1912 Előre SE |
| 1980 IX       | Real Murcia       | triangular   | Hércules CF AD Almería                |
| 1981          | No disputado      | No disputado | No disputado                          |
| 1982 X        | Vasas Budapest SC | 6–2          | Hércules CF Deportivo Galicia         |
| 1983 XI       | FC Barcelona      | 3–1          | Hércules                              |

## Títulos por equipo
| Club              | Títulos | Años Campeón                       |
| ----------------- | ------- | ---------------------------------- |
| Hércules CF       | 6       | 1971, 1974, 1976, 1977, 1978, 1979 |
| Real Murcia       | 2       | 1973, 1980                         |
| Real Madrid CF    | 1       | 1972                               |
| Vasas Budapest SC | 1       | 1982                               |
| FC Barcelona      | 1       | 1983                               |